# Црква Светог пророка Илије у Ртима
Црква Светог пророка Илије у Ртима, насељеном месту Општине Лучани, припада Епархији жичкој Српске православне цркве, Црквеној општини Котража. Подигнута је 2013. године на месту старије цркве брвнаре посвећене Светом Илији коју су Турци запалили током Првог српског устанка.
Ктитор храма је чачански привредник Миленко Костић, који је цркву подигао на имању својих прeдака:
Овај храм подиже Миленко Костић Лета Господњег 2013. за подсећање на своје претке, за спас душе свих верника, себи и потомству за здравље и народу на богослужење.
Црква је израђена у традиционалном духу од дебелих дрвених талпи, са стрмом кровом од црепа. Једнобродне је основе, засведена полуобличастим сводом. Висок звоник, улазна капија и ограда такође су израђени у духу народног неимарства.
Црквена слава прославља се 2. августа.